# Otto Winzer

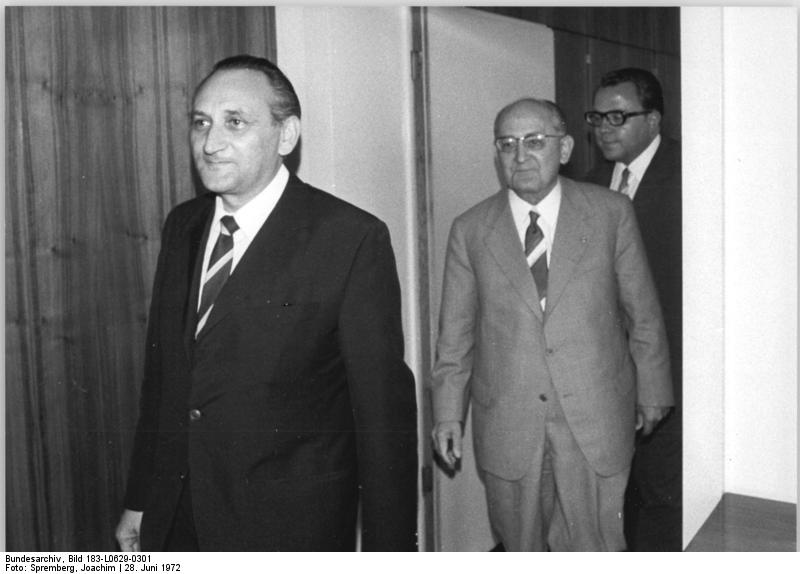
Otto Winzer (Mitte) mit Egon Bahr (links), und Michael Kohl (rechts), 1972

Otto Winzer (* 3. April 1902 in Lübars; † 3. März 1975 in Ost-Berlin) war ein deutscher Politiker (KPD, SED). Er war von Juni 1965 bis Januar 1975 Minister für Auswärtige Angelegenheiten der DDR.

## Leben

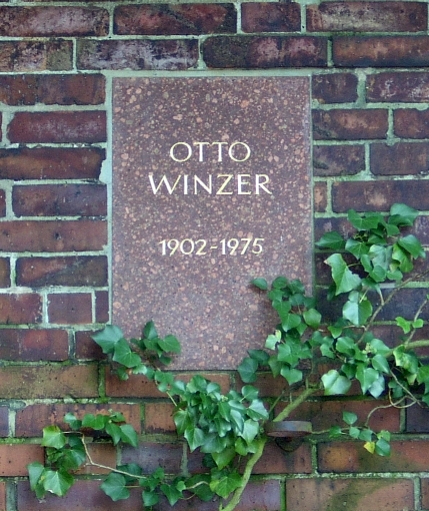
Grab Otto Winzers

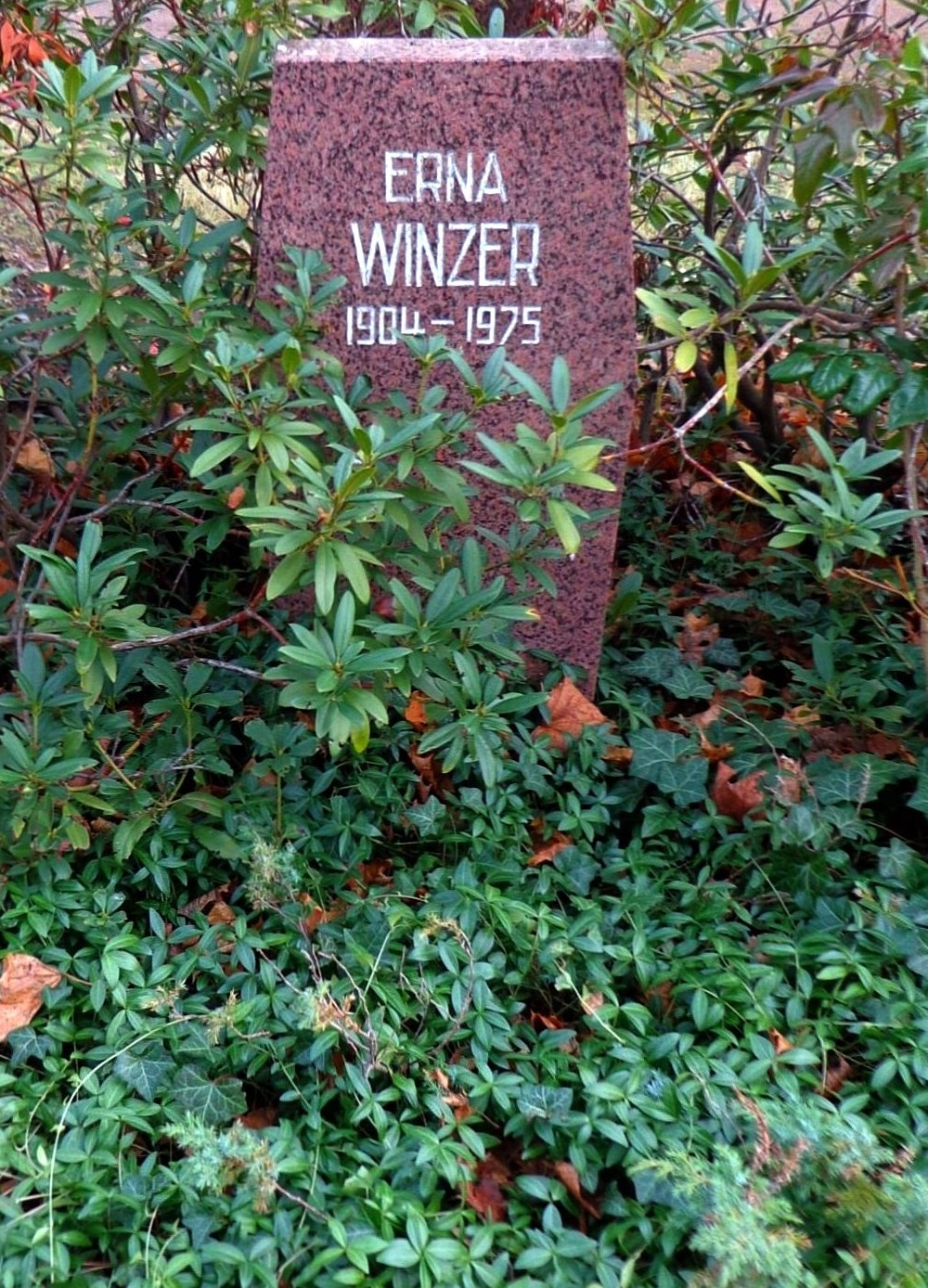
Grab von Erna Winzer, der Schwester von Willy Rumpf

Otto Winzer, Sohn eines Droschkenkutschers, absolvierte nach dem Besuch der Volksschule und einer Fortbildungsschule für das grafische Gewerbe von 1916 bis 1922 eine Ausbildung als Schriftsetzer und war danach in diesem Beruf tätig.
Winzer trat 1919 der Freien Sozialistischen Jugend und der Kommunistischen Partei Deutschlands (KPD) bei. 1923 war er Mitglied der Bezirksleitung Berlin des Kommunistischen Jugendverbandes Deutschlands (KJVD) und bis 1927 Leiter der Wiener Filiale des Verlages der Kommunistischen Jugendinternationale (KJI). Von 1925 bis 1927 war er Mitglied der Kommunistischen Partei Österreichs.
Nach seiner Rückkehr nach Deutschland wurde er 1927 Leiter des KJI-Verlages in Berlin. Von 1928 bis 1930 war er Mitarbeiter des Exekutivkomitees der KJI in Moskau und Mitglied der KPdSU, danach Mitarbeiter des Westbüros des Exekutivkomitees der KJI und Leiter des KJI-Verlages.
Ab 1933 leistete er illegale antifaschistische Arbeit. 1934 emigrierte er nach Frankreich und war seit 1935 Mitarbeiter der Verlagsabteilung des Exekutivkomitees der Kommunistischen Internationale in Moskau. 1937 wurde er wegen seiner Freundschaft mit dem verhafteten Erich Wendt von der Internen Kontrollkommission der Kommunistischen Internationale verwarnt und entlassen. Er lebte dann als Übersetzer und Redakteur im Verlag für fremdsprachige Literatur. Nach einer internen Rehabilitation war er seit 1941 erneut Mitarbeiter der Kommunistischen Internationale und lebte in Ufa. Seit 1943 war er Mitglied des Nationalkomitees Freies Deutschland und seit 1944 Lehrer an der Parteischule der KPD.
1945 kehrte er mit der Gruppe Ulbricht nach Deutschland zurück und wurde in Berlin als Stadtrat für Volksbildung im Magistrat Werner eingesetzt. 1946 trat er der SED bei und wurde 1947 neben Richard Weimann Leiter der Hauptabteilung Kultur und Erziehung des Zentralsekretariats der SED. Er wurde 1947 Mitglied des Parteivorstandes bzw. des Zentralkomitees der SED und Leiter der Abteilung Presse, Rundfunk und Information.
Anfang 1949 war er stellvertretender Chefredakteur des Neuen Deutschlands und dann, nach Gründung der DDR, von Oktober 1949 bis 1956 Staatssekretär und Chef der Privatkanzlei des Präsidenten der DDR Wilhelm Pieck. Von August 1956 bis 1959 war er stellvertretender Außenminister, von 1959 bis 1965 Staatssekretär und erster Stellvertreter des Außenministers und von Juni 1965 bis Januar 1975 als Nachfolger von Lothar Bolz Minister für Auswärtige Angelegenheiten der DDR. Seit 1950 war er auch Abgeordneter der Volkskammer.
Die Urne Otto Winzers ist in der Gedenkstätte der Sozialisten auf dem Zentralfriedhof Friedrichsfelde in Berlin-Lichtenberg beigesetzt, die Urne seiner Ehefrau Erna in der benachbarten Gräberanlage Pergolenweg.
In Anspielung auf seinen Namen wurde das Außenministerium der DDR im Volksmund als „Winzer-Stuben“ bezeichnet.

## Privates
Otto Winzers Ehe mit Erna Rumpf (1904–1975), der Schwester von Willy Rumpf, blieb kinderlos.
Otto Winzers Schwester Ella (1907–2002) war in erster Ehe mit dem im Februar 1934 ermordeten Widerstandskämpfer Rudolf Schwarz verheiratet und heiratete später Willy Rumpf, den Schwager Otto Winzers.

## Auszeichnungen und Ehrungen
- 6. Mai 1955 Vaterländischer Verdienstorden (VVO) in Gold und 1972 Vaterländischer Verdienstorden (VVO)
- 1962 und 1973 Karl-Marx-Orden
- 1965 Stern der Völkerfreundschaft in Gold
- 1969 Ehrenspange zum VVO in Gold[5]
- 1975 Großer Stern der Völkerfreundschaft
- 1977 wurde eine neu erbaute Oberschule in Berlin-Lichtenberg, Franz-Jacob-Straße, nach Winzer benannt
- Die heutige Mehrower Allee in Berlin-Marzahn hieß von 1978 bis 1992 Otto-Winzer-Straße.
- Die heutige Straße Am Hohen Ufer in Halle-Silberhöhe hieß bis 1991 Otto-Winzer-Straße.
- Die von 1981 bis 1990 bestehende Offiziershochschule für ausländische Militärkader der NVA für in Prora auf der Insel Rügen war nach ihm benannt. Ein Gedenkstein wurde durch die Initiative Denk-MAL-Prora unter Denkmalschutz gestellt (2011). Außerdem trug das Schülerinternat des MfAA der DDR in Königs Wusterhausen seinen Namen.
- Die Deutsche Post der DDR gab 1982 zu seinen Ehren eine Sondermarke in der Serie Persönlichkeiten der deutschen Arbeiterbewegung heraus.

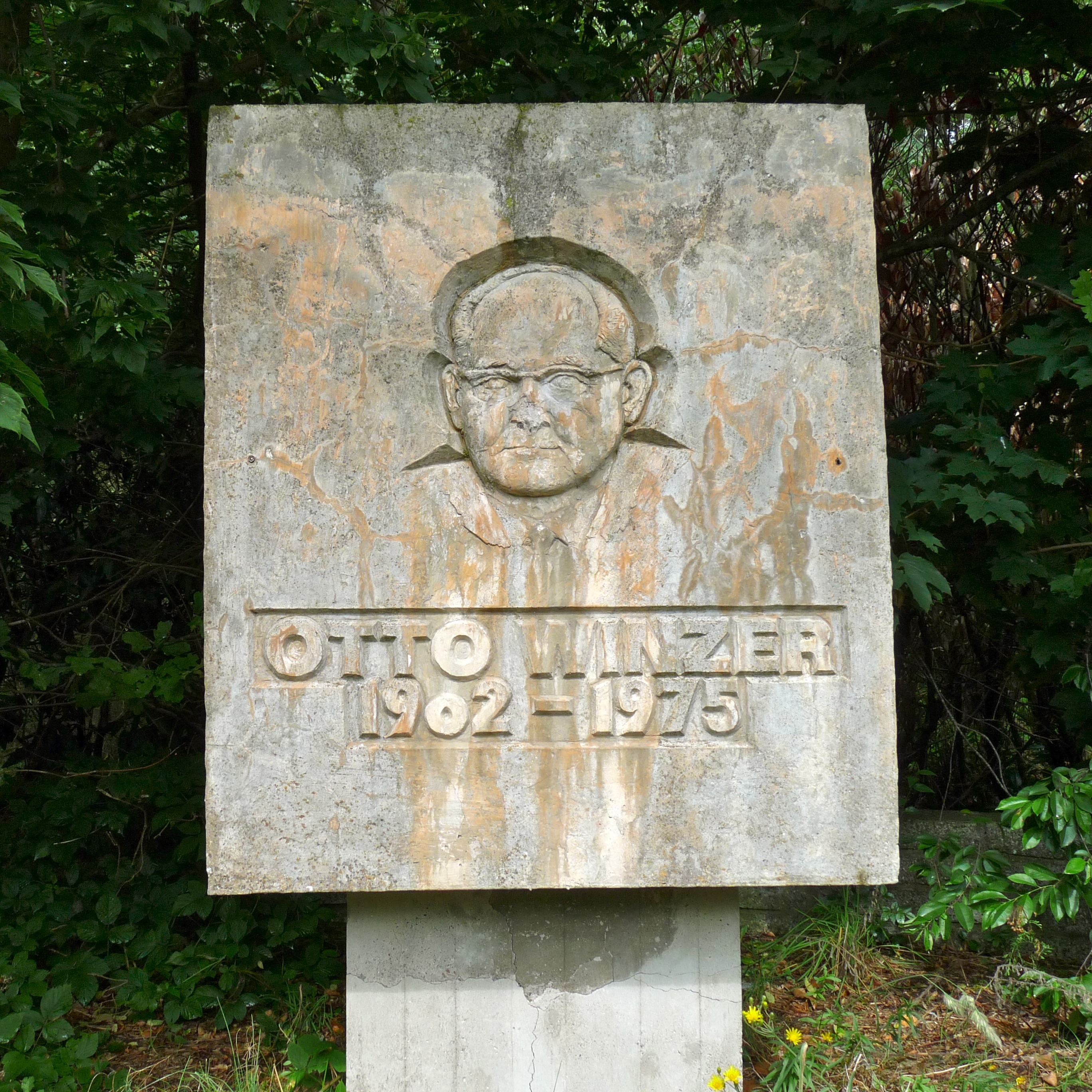
Denkmalgeschützter Gedenkstein am Eingang der ehemaligen NVA-Offiziershochschule in Prora

## Veröffentlichungen
- mit Ernst Wildangel: Ein Jahr Neuaufbau des Berliner Schulwesens. Bericht von der Konferenz der Lehrer an den öffentlichen Schulen der Stadt Berlin, 2. September 1946, Berlin 1946
- Pestalozzi als Zeitgenosse, Berlin 1946
- Sozialistische Politik? Eine kritische Stellungnahme zu Reden und Aufsätzen von Dr. Kurt Schumacher, Berlin 1947
- Wohin führt der Weg? Der Wirtschaftsverfall im Westen Deutschlands und das Zweizonensystem, Berlin 1947
- Der Marshallplan. Was er bringt und was er nimmt, Berlin 1948
- Der Rapallo-Vertrag und seine nationale Bedeutung für Deutschland, Berlin 1952
- Der Vaterlandsverrat des Dr. Konrad Adenauer. Vom Separatismus zur „Integration Europas“, Berlin 1952
- Die heutige deutsche Sozialdemokratie und der Marxismus. 2 Beiträge zum Karl-Marx-Jahr 1953, Berlin 1953
- Die Auseinandersetzungen in der SPD und der Kampf um die Aktionseinheit der deutschen Arbeiterklasse. Referat auf der wissenschaftlichen Tagung des Instituts für Gesellschaftswissenschaften beim ZK der SED zu dem Thema „Der Sozialdemokratismus – eine Abart der imperialistischen Ideologie“ am 6. und 7. März 1954, Berlin 1954
- Die grosse Lüge von den „Freien Wahlen“ in Westdeutschland. Ein dokumentarischer Nachweis aus offiziellen Veröffentlichungen des Bonner Parteivorstandes der Sozialdemokratischen Partei Deutschlands, Berlin 1954
- Über eine Rede, die in Westberlin nicht gehalten werden durfte, 1954
- Zwölf Jahre Kampf gegen Faschismus und Krieg. Ein Beitrag zur Geschichte der Kommunistischen Partei Deutschlands 1933 bis 1945, Berlin 1955
- Wilhelm Pieck. Kampfgefährte der russischen Revolution und Freund der Sowjetunion. Ein Vortrag zu seinem 80. Geburtstag, Berlin 1956 (Dietz, 83 S.)
- Revolutionäre Traditionen des Kampfes der deutschen Arbeiterbewegung gegen Militarismus und Krieg, Berlin 1956
- Kreuzritter des Neokolonialismus. Erklärung einer internationalen Pressekonferenz des Ministeriums für Auswärtige Angelegenheiten der Deutschen Demokratischen Republik am 4. November 1960, Berlin 1961
- Probleme der friedlichen Koexistenz in deutscher Sicht, Berlin 1963
- Der Freundschafts- und Beistandsvertrag zwischen DDR und UdSSR. Seine nationale und internationale Bedeutung, Berlin (Dietz) 1964[6]
- Das neue deutsche Volk und die Vereinten Nationen. Vortrag zum 20. Jahrestag der Gründung der Vereinten Nationen, Berlin 1965
- Schwerer Schlag für die Bonner „Ostpolitik“. Bericht, Berlin 1965
- Konstruktive deutsche Friedenspolitik. Bericht über Fragen der Außenpolitik der DDR auf der 12. Tagung des ZK der SED, 27./28. April 1966, Berlin 1966
- Die Außenpolitik der DDR im Lichte der Lehren von Karl Marx, Berlin 1968
- Deutsche Außenpolitik des Friedens und des Sozialismus, Berlin (Staatsverlag der DDR) 1969
- Über einige Hauptfragen der Außenpolitik der DDR, Berlin 1972